# Kokofu
Kokofu est une ville du district municipal de Bekwai, un district de la région Ashanti du Ghana.  

## Histoire
L'origine du nom est source de plusieurs interprétations. 

## Éducation
Kokofu est connu pour l'école secondaire Oppong Memorial,.  L'école est une institution de deuxième cycle .  

## Personnalités liées
- Ellen Boakye, cardiologue pour les enfants.

## Voir également
- circonscription parlementaire de Bekwai (en)